# Pressath
Pressath je německé město ve vládním obvodě Horní Falc v zemském okrese Neustadt an der Waldnaab v Bavorsku. Zároveň je sídlem správního sdružení Pressath.

## Geografie
Pressath se nachází v regionu Horní Falc sever, asi 20 kilometrů severozápadně od Weidenu in der Oberpfalz. 

### Sousední obce
Pressath sousedí s těmito obcemi od severozápadu: Kemnath a Erbendorf v zemském okresu Tirschenreuth a obcemi Kirchendemenreuth, Parkstein, Schwarzenbach, Grafenwöhr a Trabitz v zemském okresu Neustadt an der Waldnaab. 
| Růžice kompasu | Kemnath       | Erbendorf  | Kirchendemenreuth | Růžice kompasu |
| Růžice kompasu | Trabitz       | Sever      | Parkstein         | Růžice kompasu |
| Růžice kompasu | Trabitz       | Pressath   | Parkstein         | Růžice kompasu |
| Růžice kompasu | Trabitz       | Jih        | Parkstein         | Růžice kompasu |
| Růžice kompasu | Schwarzenbach | Grafenwöhr | Grafenwöhr        | Růžice kompasu |

### Místní části
Pressath má 22 místních částí, která se rozkládají na čtyřech katastrálních územích Dießfurt, Hessenreuth, Pressath a Riggau.
| - Altendorf - Dießfurt - Döllnitz - Eichelberg - Friedersreuth - Haigamühle - Herzogspitz - Hessenreuth | - Kahrmühle - Kohlhütte - Mühlberg - Pfaffenreuth - Pressath - Riggau - Stocklohe | - Troschelhammer - Tyrol - Waldmühle - Wollau - Ziegelhütte (Weiler) - Ziegelhütte (Einöde) - Zintlhammer |

## Historie
Dokument z roku 1124 zmiňuje Pressath jako 200 let starý svobodný majetek. Pressath držel tržní práva s důležitými privilegii. Od roku 1280 byl sídlem místní správy panství Waldeck-Kemnath. V 16. a 17. století se  spolu s majiteli často měnilo oficiální náboženství města, to se muselo řídit vírou vlastníků. Dnešní město Pressath v okrese Horní Falc později patřilo důchodnímu úřadu v Ambergu a k soudnímu okresu Waldeck v Bavorském kurfiřtství. 20. ledna 1845 bavorský král Ludvík I. povýšil Pressath na město.
Hospodářství města dostalo výraznou vzpruhu výstavbou železniční trati Weiden-Bayreuth v roce 1863 a lokální železniční trati Pressath-Kirchenthumbach v roce 1904.
Během územní reformy v 70. letech 20. století byly k Pressathu začleněny  některé okolní osady, 1. července 1972 Friedersreuthská část Altenparkstein a Pfaffenreuthská část Schwand, v roce 1978 následovaly 1. ledna Riggau a obec Hessenreuth a 1. května Dießfurt (s Troschelhammerem, který byl založen 1. dubna 1949). V roce 1975 bylo založeno zastřešující správní sdružení všech obcí Pressath.

## Pamětihodnosti

### Muzea
- Haus der Heimat, vlastivědné muzeum Pressath

### Památky
- Zámek Weihersberg (obec Trabitz) (soukromý objekt)
- Zámek Diessfurt (soukromý objekt)
- Zámeček  Troschelhammer
- Zámek Zintlhammer
- Městský kostel svatého Jiří
- Hřbitovní kostel svatého Štěpána
- Kostel sv. Barbory (Friedersreuth)
- Marterrangenské pohřebiště v Eichelbergu
- Zámecká kaple Franze von Paoly (Weihersberg)
- Bývalé tvrziště Vestn
- Dostlerhaus (bývalé tvrziště, přebudováno na městskou a farní knihovnu)
- Bývalá chlapecká škola (přebudována na obecní Hans-Ficker-spolkový dům)

### Parky
- Altenpark
- Kiseibeach (volnočasový areál)
- Sady prof. Dietla

### Přírodní zajímavosti
- Nivy říčky Haidenaab
- Dnešní Sdružení pro správu krajiny a ochranu druhů v Bavorsku (Verein für Landschaftspflege und Artenschutz in Bayern) se zrodilo z místní občanské iniciativy, jejímž cílem bylo chránit sousední les Hessenreuther Wald.

## Doprava
Pressath má vlakové nádraží na železniční trati Weiden - Bayreuth. V minulosti zde odbočovala železnice Pressath - Kirchenthumbach. Pressath leží na křižovatce federálních silnic 299 a 470.